# Sint-Luciakerk (Steensel)
De Sint-Luciakerk is de voormalige parochiekerk van de tot de Noord-Brabantse gemeente Eersel behorende plaats Steensel, gelegen aan de Eindhovenseweg 30.

## Geschiedenis
Deze kerk werd in 1934 in gebruik genomen en verving een oudere kerk waarvan de kerktoren nog bewaard is gebleven. In 2019 werden sluitingsplannen gepresenteerd. In 2021 bleek de gemeente Eersel voornemens het gebouw te kopen om er een gemeenschapshuis van te maken. In 2022 werd de kerk onttrokken aan de eredienst.

## Gebouw
Het betreft een bakstenen christocentrische kerk met verhoogd koor waarop zich een dakruiter bevindt. De stijl van deze eenbeukige kerk is traditionalistisch met enkele stijlelementen uit de neogotiek.
In de kerk bevindt zich een Sint-Luciabeeldje van 1520.